# Боуи (окръг, Тексас)
Окръг Боуи (на английски: Bowie County) е окръг в щата Тексас, Съединени американски щати. Площта му е 2391 km², а населението - 89 306 души (2000). Административен център е Бостън.